# Râul La Fântâna Omului
Râul La Fântâna Omului este un curs de apă, unul din brațele care formează râul Sas.

## Hărți
- Parcul Vânători-Neamț